# Бен-Мусса, Мохамед
Моха́мед Али́ Бен-Мусса (араб. محمد علي بن موسى‎; род. 5 апреля 1954, Тунис) — тунисский футболист, играл на позиции нападающего. Участник чемпионата мира 1978 года.

## Биография

### Игровая карьера
Бен-Мусса на протяжении своей карьеры играл за «Клуб Африкен», в составе которого выиграл три чемпионских титула и Кубок Туниса в 1976 году. В этом же клубе он завершил карьеру в 1985 году.
В составе сборной Туниса принимал участие на чемпионате мира 1978 года, но на турнире был запасным и на поле не вышел.

## Достижения
«Клуб Африкен»
- Чемпион Туниса (3): 1973/74, 1978/79, 1979/80
- Обладатель Кубка Туниса (1): 1975/76
- Обладатель Суперкубка Туниса (1): 1979